# Velamsund

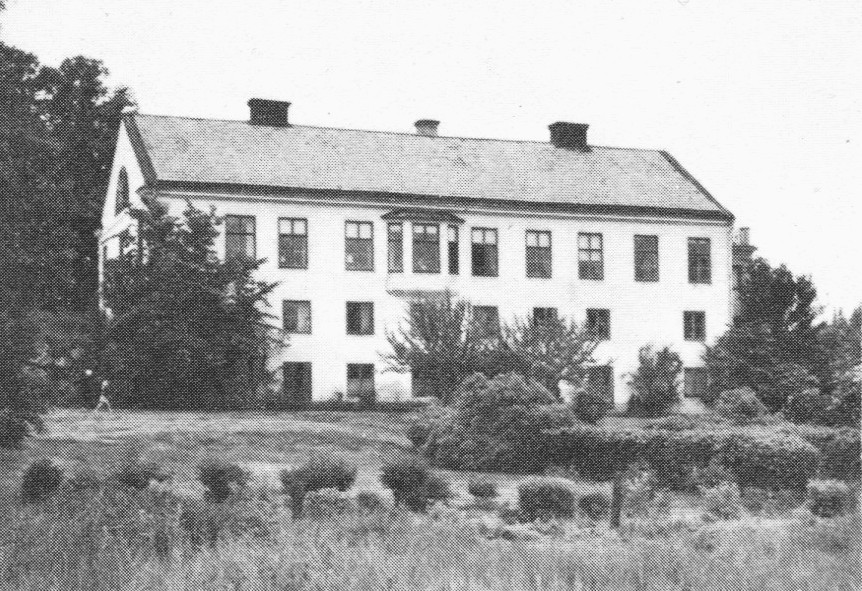
Huvudbyggnaden brann ner 1978.

Velamsund är en gammal lantegendom vid Insjön i Boo socken på Ormingelandet i Nacka kommun. Mangårdsbyggnaden vid Velamsunds gård, uppförd i sten på 1790-talet, brann ned 1978 och revs några år senare. 

## Historik

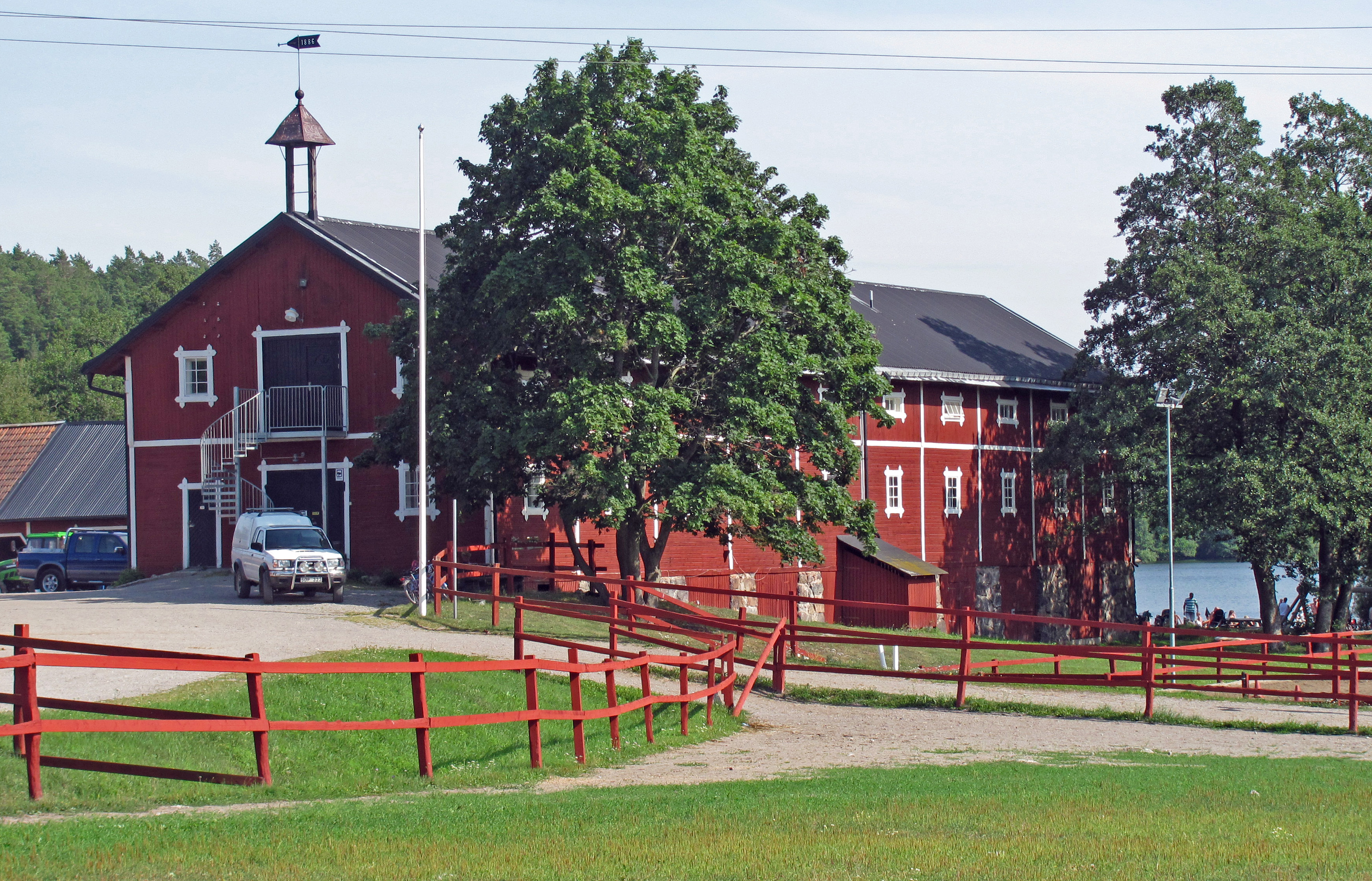
Magasinsbyggnaden.

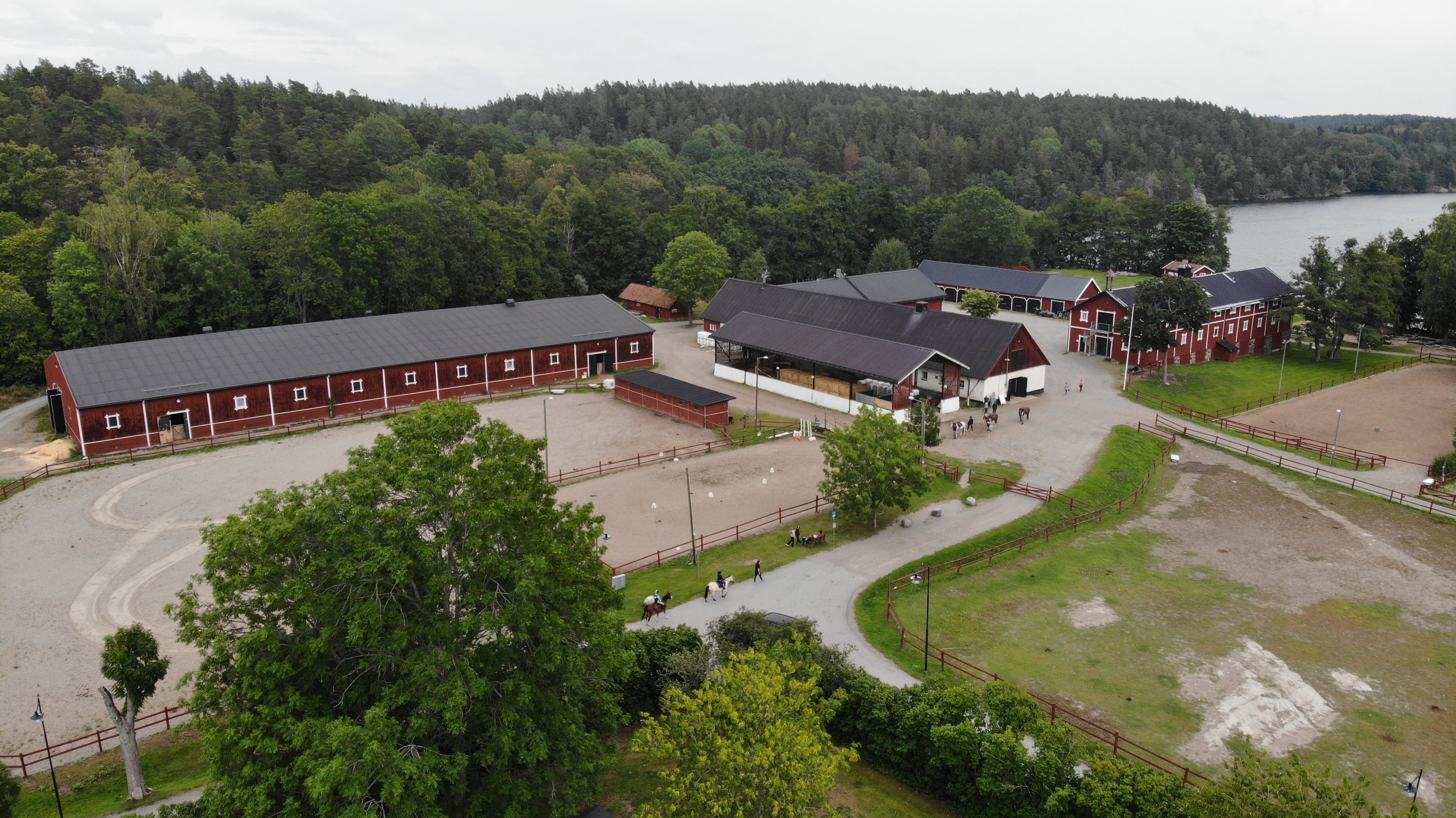
Velamsund från luften

På 1500-talet fanns här två gårdar, Stora och Lilla Velamsund. Friherre Augustin Leijonsköld fick båda gårdarna i förläning och gjorde dem till sitt säteri 1665. Han sålde egendomen 1667 till riksrådet Pontus De la Gardie. Under senare 1700-tal var gården i dåligt skick och innehades av många olika ägare. 
År 1792 ägdes Velamsund av stockholmsbryggaren Anders Berg, som ville leva här ”sina övriga dagar”. Han avled dock redan 1794 men påbörjade bygget av en ny huvudbyggnad i sten som under hans arvingar fullbordades 1796. Huvudbyggnaden låg i en sluttning och hade en våning mot entrésidan och tre våningar mot trädgården. 
Under nästa ägaren, ryttmästaren Isaak Lorentsson Westman,  även han en bryggare, uppfördes den stora ladugården för 64 kreatur och 14 hästar. 1822 förvärvades Velamsund av general Louis Marie de Camps som fortsatte med byggandet och lät upprusta mangårdsbyggnaden. Själv bodde han huvudsakligen på närbelägna Kils gård i samma socken.
År 1880 förvärvade grosshandlaren Emil Egnell godset Velamsund. Han skulle senare bli känd som en av initiativtagarna för Djursholms AB som stod bakom tillkomsten av Djursholms villastad. Egnell kom att få stor betydelse för gårdens utveckling genom att han på kort tid förvandlade Velamsund till en mönstergård. Egnell sålde även tomtmark till sommarbebyggelse samt lät själv uppföra sommarvillor för uthyrning. På äldre dagar bosatte Egnell sig på gården, som vid sin död 1917 ärvdes av änkan Julia och sonen Fritz. Familjen Egnell ägde Velamsund i tre generationer och sålde gården slutligen 1964 till kommunen.

## Området idag
Området hör numera till största delen till Velamsunds naturreservat. Vid Velamsund finns motionsanläggningar. Här börjar vandringsleden Boo-leden, som österut övergår i Värmdöleden. 